# Autoroute A2 (Chypre)
Pour les articles homonymes, voir A2 et Autoroute A2.
L'autoroute A2 (grec moderne : αυτοκινητόδρομος Α2/Aftokinitodromos A2 ; turc : otoyol A2) est une autoroute chypriote reliant Nicosie à Larnaca.

## Tracé
- Échangeur entre A2 et A1 : Nicosie, Limassol
- 1 : Pera Chorio (en)
- 2 : Lympia (en)
- 3 : Athienou
- Échangeur entre A2 et A3 : Ayia Napa, Limassol